# David Thewlis

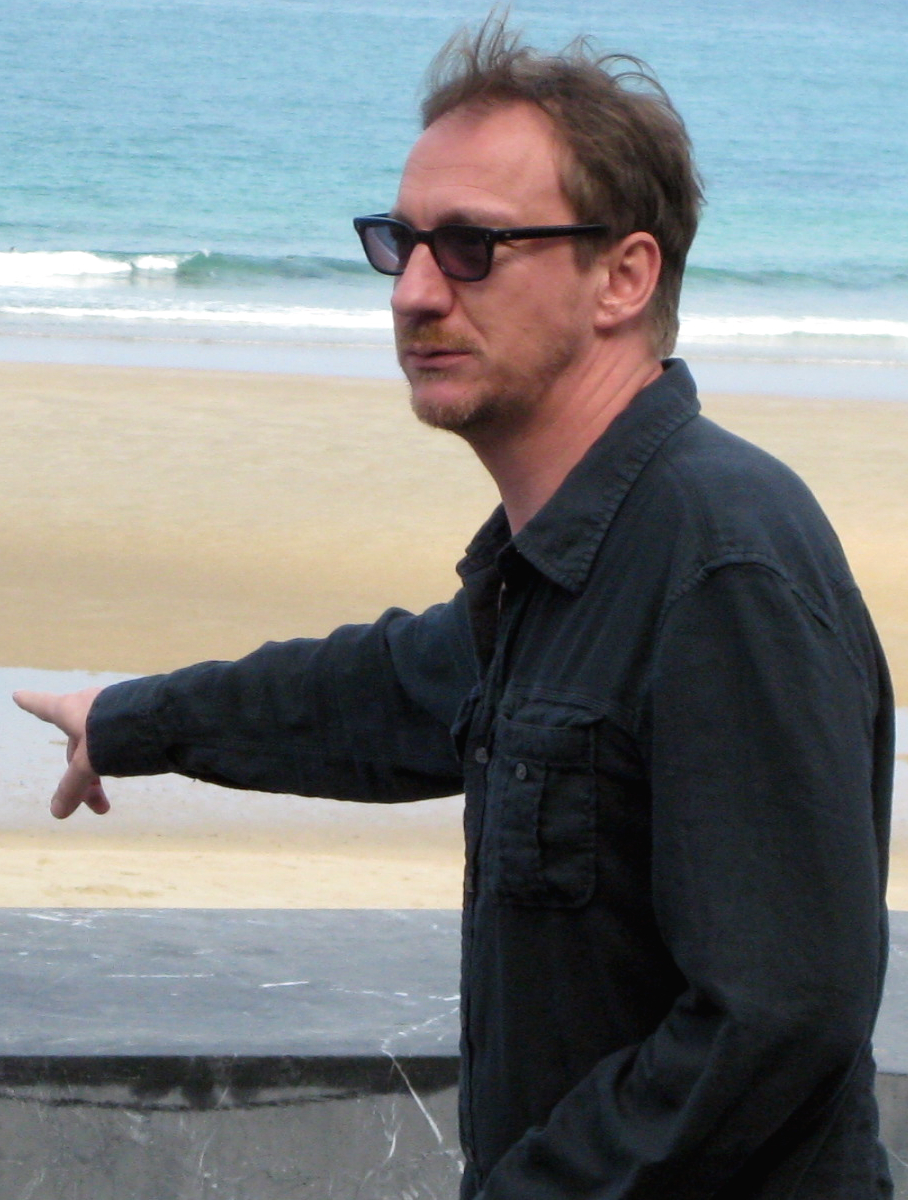
David Thewlis (2008)

David Thewlis, bürgerlich David Wheeler, (* 20. März 1963 in Blackpool) ist ein britischer Schauspieler.

## Leben und Werk
David Wheeler wurde als zweites von drei Kindern geboren. Seine Eltern Maureen und Alec Raymond Wheeler führten einen Spielzeugladen. Als Teenager begann er musikalisch aktiv zu werden und spielte in zwei Rockbands unter anderem Leadgitarre. Dies gefiel ihm zunächst und eine Karriere als Schauspieler kam ihm daher vorerst nicht in den Sinn. Später besuchte Wheeler in London die Guildhall School of Music and Drama zusammen mit Ewan McGregor und Naveen Andrews. Dort kam er zum ersten Mal mit der Schauspielerei in Berührung und trat der dortigen Theatergruppe bei. Da es in dem Verein schon ein Mitglied namens David Wheeler gab, musste er einen anderen Nachnamen tragen und wählte Thewlis, den Geburtsnamen seiner Mutter, der ihm als erster einfiel.
Thewlis spielte in zahlreichen Nebenrollen, bis er 1993 im Kinofilm Nackt seine erste Hauptrolle erhielt und für diese Rolle gleich mit dem Darstellerpreis der Internationalen Filmfestspiele von Cannes 1993 ausgezeichnet wurde. Im selben Jahr verkörperte er auch in der Krimiserie Heißer Verdacht neben Helen Mirren und Ciarán Hinds einen gestörten Killer. In den folgenden Jahren spielte er in mehreren Filmen verschiedene Haupt- oder Nebenrollen, wie z. B. Black Beauty, Restoration – Zeit der Sinnlichkeit (1995), Dragonheart (1996) und Sieben Jahre in Tibet. Aufgrund seines Mitwirkens in diesem Film erhielt er ein lebenslanges Einreiseverbot in die Volksrepublik China, ebenso wie sein Schauspielkollege Brad Pitt und Regisseur Jean-Jacques Annaud. Für seine Darstellungen gewann er mehrere Preise und wurde u. a. auch für einen British Independent Film Award nominiert.
Ursprünglich sollte er auch die Rolle des Professor Quirrell in Harry Potter und der Stein der Weisen übernehmen, die aber letztlich an Ian Hart ging. Stattdessen wurde er für Harry Potter und der Gefangene von Askaban verpflichtet, in dem er den Remus Lupin darstellte. Auch in den Fortsetzungen Der Orden des Phönix, Der Halbblutprinz und Die Heiligtümer des Todes: Teil 1 und 2 war er in dieser Rolle zu sehen. Im Shakespeare-Thriller Anonymus von Roland Emmerich übernahm er 2011 den Part des Beraters von Königin Elisabeth I. William Cecil. 2005 spielte er den Hospitaliter im Monumentalfilm Königreich der Himmel und 2008 den Lagerkommandanten Ralf im Drama Der Junge im gestreiften Pyjama.
Am 7. September 2007 erschien sein erstes Buch mit dem Titel The Late Hector Kipling. Seine deutsche Stimme stammt seit 2007 überwiegend von Frank Röth, welcher ihn bereits in vorherigen Filmen wie Harry Potter und der Gefangene von Askaban sprach; in Ausnahmen wurde er noch von Matthias Klages und Wolfgang Condrus gesprochen.
1992 heiratete Thewlis die Schauspielerin Sara Sugarman, die Ehe wurde jedoch bereits 1993 geschieden. Es folgten weitere Beziehungen mit anderen Schauspielkolleginnen wie Kate Hardie und Anna Friel. Mit Letzterer hat Thewlis eine gemeinsame Tochter, die 2005 geboren wurde.

## Filmografie (Auswahl)

### Filme
- 1988: Vroom! – Ab in die Freiheit (Vroom)
- 1987: Klein Dorrit (Little Dorrit)
- 1988: The Short & Curlies (Kurzfilm)
- 1989: Resurrected
- 1989: Skulduggery (Fernsehfilm)
- 1991: Life is Sweet
- 1991: Angst vor der Dunkelheit (Afraid of the Dark)
- 1992: Swords at Teatime (Kurzfilm)
- 1992: Verhängnis (Damage)
- 1993: Der Prozeß (The Trial)
- 1993: Nackt (Naked)
- 1994: Black Beauty
- 1995: Total Eclipse – Die Affäre von Rimbaud und Verlaine (Total Eclipse)
- 1995: Restoration – Zeit der Sinnlichkeit (Restoration)
- 1996: James und der Riesenpfirsich (James and the Giant Peach, Stimme für Regenwurm)
- 1996: Dragonheart
- 1996: DNA – Die Insel des Dr. Moreau (The Island of Dr. Moreau)
- 1997: American Perfect (American Perfekt)
- 1997: Sieben Jahre in Tibet (Seven Years in Tibet)
- 1998: The Big Lebowski
- 1998: Starkey (Divorcing Jack)
- 1998: Shandurai und der Klavierspieler (Besieged)
- 1999: Whatever Happened to Harold Smith?
- 1999: Love Story (Kurzfilm)
- 2000: Der Mann der 1000 Wunder (The Miracle Maker – The Story of Jesus, Stimme)
- 2000: Gangster No. 1
- 2000: Endgame (Fernsehfilm)
- 2001: Goodbye Charlie Bright
- 2001: Hamilton Mattress (Kurzfilm, Stimme)
- 2002: D.I.Y. Hard (Kurzfilm)
- 2003: Little Wolf’s Book of Badness (Kurzfilm, Stimme)
- 2003: Cheeky
- 2003: Timeline
- 2004: Harry Potter und der Gefangene von Askaban (Harry Potter and the Prisoner of Azkaban)
- 2005: Königreich der Himmel (Kingdom of Heaven)
- 2005: Alle Kinder dieser Welt (All the Invisible Children)
- 2005: The New World
- 2006: Basic Instinct – Neues Spiel für Catherine Tramell (Basic Instinct 2)
- 2006: Das Omen (The Omen)
- 2007: The Inner Life of Martin Frost
- 2007: Harry Potter und der Orden des Phönix (Harry Potter and the Order of the Phoenix)
- 2008: Der Junge im gestreiften Pyjama (The Boy in the Striped Pyjamas)
- 2009: Veronika beschließt zu sterben (Veronika Decides to Die)
- 2009: Harry Potter und der Halbblutprinz (Harry Potter and the Half-Blood Prince)
- 2010: Mr. Nice
- 2010: Harry Potter und die Heiligtümer des Todes – Teil 1 (Harry Potter and the Deathly Hallows: Part 1)
- 2010: London Boulevard
- 2011: Harry Potter und die Heiligtümer des Todes – Teil 2 (Harry Potter and the Deathly Hallows: Part 2)
- 2011: Anonymus (Anonymous)
- 2011: The Lady
- 2011: Gefährten (War Horse)
- 2013: R.E.D. 2 (RED 2)
- 2013: The Zero Theorem
- 2013: Inside Wikileaks – Die fünfte Gewalt (The Fifth Estate)
- 2014: Queen & Country
- 2014: Stonehearst Asylum – Diese Mauern wirst du nie verlassen (Stonehearst Asylum)
- 2014: Die Entdeckung der Unendlichkeit (The Theory of Everything)
- 2015: Macbeth
- 2015: Legend
- 2015: Anomalisa (Stimme)
- 2015: Ein Inspektor kommt (An Inspector Calls, Fernsehfilm)
- 2015: Regression
- 2017: Wonder Woman
- 2018: Vor uns das Meer (The Mercy)
- 2019: Guest of Honour
- 2020: I’m Thinking of Ending Things
- 2021: Zack Snyder’s Justice League
- 2022: Enola Holmes 2
- 2022: Maurice der Kater (Stimme)

### Serien
- 1985: Only Fools and Horses (Folge 4x04)
- 1985: Summer Season (Folge 1x10)
- 1986: Der singende Detektiv (The Singing Detective, 2 Folgen)
- 1987–1988: Valentine Park (9 Folgen)
- 1987, 1991: Screenplay (2 Folgen)
- 1989: A Bit of a Do (6 Folgen)
- 1990: Orangen sind nicht die einzige Frucht (Oranges Are Not the Only Fruit, 3 Folgen)
- 1991: Shrinks (Folge 1x05)
- 1991–1992: Screen One (2 Folgen)
- 1993: Frank Stubbs Promotes (Folge 1x06)
- 1993: Prime Suspect 3 (2 Folgen)
- 1994: Dandelion Dead (4 Folgen)
- 2002: Dinotopia (3 Folgen)
- 2007: The Street (Folge 2x01)
- 2017: Fargo (Folgen 3x01–3x10)
- 2018: Big Mouth (Stimme, 7 Folgen)
- 2020: Barkskins (8 Folgen)
- 2021: Landscapers (4 Folgen)
- 2022: Human Resources (Stimme)
- 2022: Sandman (The Sandman, 4 Folgen)
- 2023: The Artful Dodger (8 Folgen)
- 2024: Kaos